# Monteux
Monteux – miejscowość i gmina we Francji, w regionie Prowansja-Alpy-Lazurowe Wybrzeże, w departamencie Vaucluse.
Według danych na rok 1990 gminę zamieszkiwało 8157 osób, a gęstość zaludnienia wynosiła 209 osób/km² (wśród 963 gmin regionu Prowansja-Alpy-W. Lazurowe Monteux plasuje się na 81. miejscu pod względem liczby ludności, natomiast pod względem powierzchni na miejscu 219.).

## Populacja

Populacja Monteux w latach 1962-2008

## Miasta partnerskie
- Gladenbach
- Niemcza